# 耶律魯不古
耶律魯不古（やりつ ろふこ、生没年不詳）は、遼（契丹）の政治家・軍人。字は信寧。耶律阿保機の従甥にあたる。

## 経歴
耶律阿保機が契丹国字を制定するのにあたって、魯不古は協力して功績を挙げ、林牙・監修国史に任ぜられた。
のちに偏師を率いて、西南辺大詳穏となり、党項の討伐に功績を挙げた。後唐の河東節度使の石敬瑭が末帝李従珂の攻撃を受けたために救援を求めてくると、魯不古はその使者を朝廷に送り、その要請のとおりにさせた。太宗が親征の軍を発して救援におもむくと、魯不古はその下で従軍し、後唐の将の張敬達を太原の北で撃破した。会同初年、党項に対する征戦に従軍し、多くの捕虜をえて凱旋した。
天禄年間、于越に任ぜられた。のちに北院大王に上った。55歳で亡くなった。

## 伝記資料
- 『遼史』巻76 列伝第6